# ارواح رم
ارواح رم (ایتالیایی: Fantasmi a Roma) فیلمی کمدی به کارگردانی آنتونیو پیترانجلی و محصول کشور ایتالیا است که در سال ۱۹۶۱ منتشر شد.

## بازیگران
- مارچلو ماسترویانی
- ساندرا میلو
- ادواردو د فیلیپو
- لی‌لا برینیونه
- ویتوریو گاسمن
- فرانکو مارتزی
- کلودیو گورا
- انتزو چروزیکو
- گراتسیلا گالوانی
- آنتونلا دلا پورتا
- لوچانا جیلی
- برونو شیپیونی
- تینو بواتسلی
- میکله ریکاردینی